# Escairament

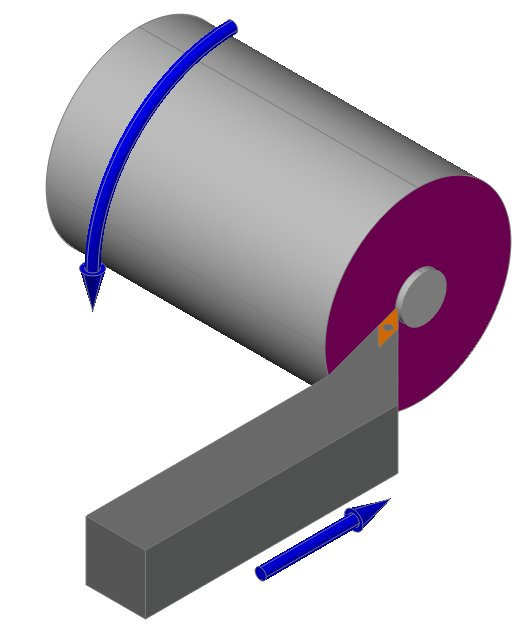
Esquema d'una operació d'escairament

L'escairament (també anomenat incorrectament refrentat, refrentatge o recapçament) és l'operació realitzada amb el torn per la qual es mecanitza l'extrem de la peça, en el pla perpendicular a l'eix de gir.
Per poder efectuar aquesta operació, l'eina s'ha de posar en un angle aproximat de 60º respecte al porta eines. En cas contrari, a causa de l'excessiva superfície de contacte la punta de l'eina correrà el risc de sobreescalfament.